# Chichy

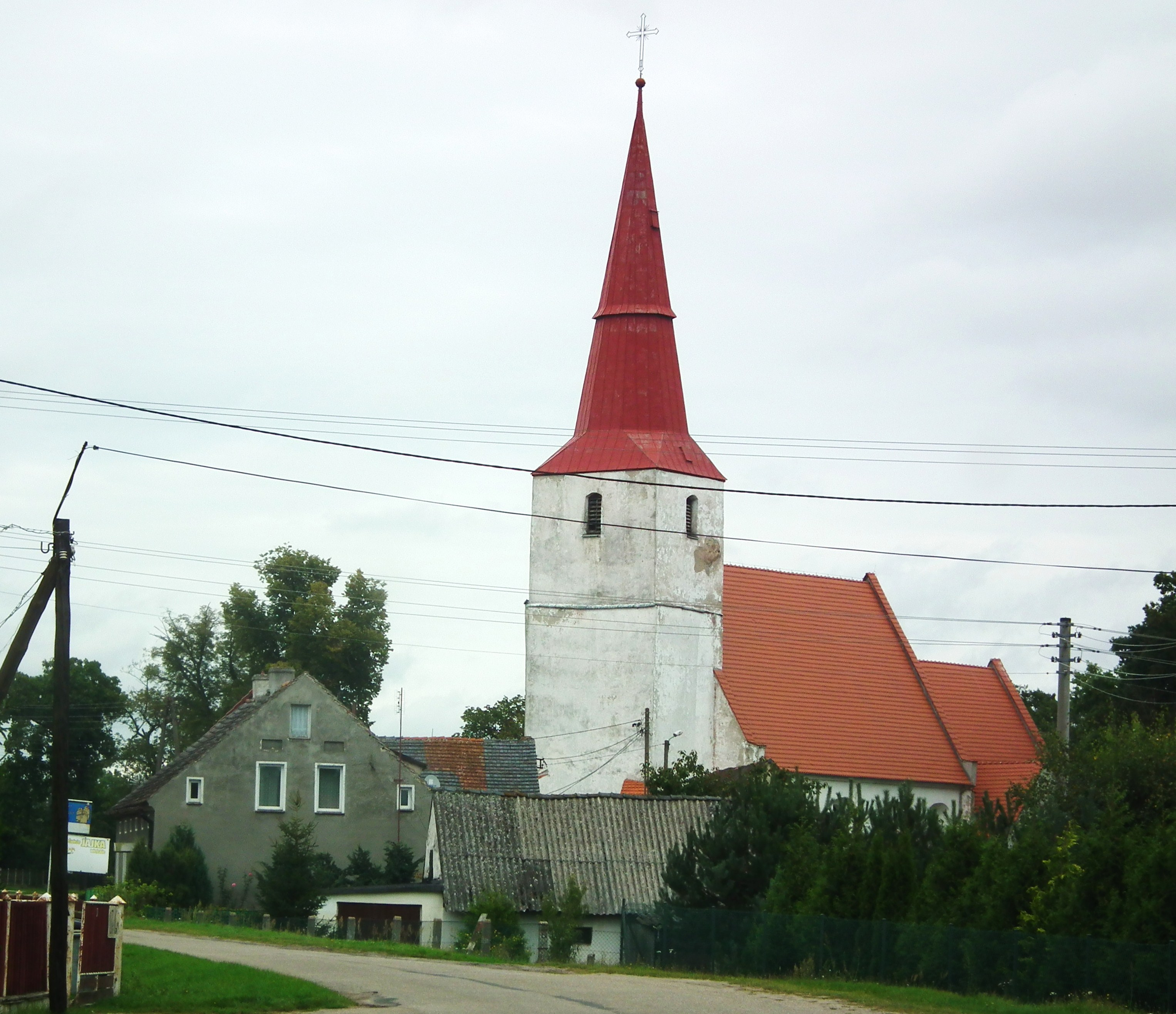
Kirche Johannes der Täufer in Chichy

Chichy (deutsch Kunzendorf oder Cunzendorf, manchmal auch als Ober Kunzendorf und Nieder Kunzendorf angegeben) ist ein Dorf in der Landgemeinde Małomice im Powiat Żagański in der Woiwodschaft Lebus in Polen. Es liegt rund 6 km nordwestlich des Zentrums der Stadt Szprotawa.

## Geographie
Chichy erstreckt sich westlich eines kleinen rechten Bober-Nebengewässers, das früher als Girbigsbach oder auch Cunzendorfer Bach bezeichnet wurde. Zusammen mit dem östlich des Bachs gelegenen Johnsdorf (heute Janowiec) bildete Cunzendorf im Prinzip ein rund 5 km langes typisches Waldhufendorf. Beide Dörfer waren jedoch lange Zeit durch die unmittelbar östlich das Bachs verlaufende Grenze zwischen dem Herzogtum Sagan im Westen und dem Herzogtum Glogau im Osten getrennt. Südlich von Chichy verläuft heute die Landesstraße 12. Südlich der Straße durchfließt der Girbigsbach noch die Bahnstrecke Łódź–Forst (Lausitz) und Bobrzany (Girbigsdorf), bevor er sich nach Südwesten wendet und in den Bober mündet.

## Geschichte
Vom 14. bis zum 16. Jahrhundert gehörte das Dorf Cunzendorf zusammen mit Johnsdorf und Girbigsdorf einer Familie von Nechern, die nach 1543 im Süden von Johnsdorf das Wasserschloss Johnsdorf errichteten. Seifried von Nechern verkaufte die drei Dörfer zusammen mit dem östlich benachbarten Kortnitz an Dietrich von Kittlitz auf Mallmitz. Weitere Besitzer waren die Adelsfamilien von Stentsch und seit 1701 von Knobelsdorff. Letztere bauten um 1733 das Schloss Cunzendorf zu seiner heutigen Gestalt um. Von 1840 bis zu seinem Tode 1871 war Fabian zu Dohna-Schlodien Schlossherr auf Cunzendorf, danach sein Schwiegersohn Oskar von Diebitsch und nach dessen Tod Hans von Diebitzsch (1865–1945), welcher im Jahre 1898 Clementine zu Dohna-Mallmitz (1873–1936) heiratete.
Infolge der Kreisreform 1820 wurde Cunzendorf aus dem Kreis Sagan herausgelöst und kam zum Landkreis Sprottau. Nach Kriegsende 1945 fiel Cunzendorf an Polen und wurde in Chichy umbenannt. Die deutsche Bevölkerung wurde vertrieben. In der Folge wurde Chichy Teil der Gemeinde (Gmina) Małomice und mit dieser wieder in den Kreis (Powiat) Żagański eingegliedert.

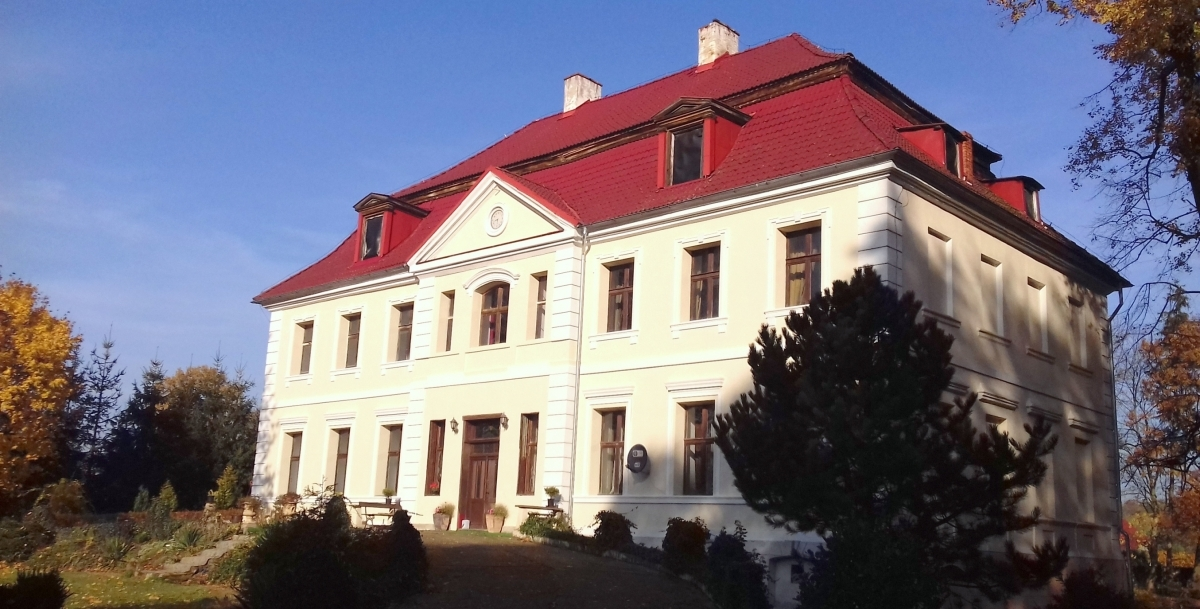
Vorderseite des Palac Chichy

## Baudenkmäler
- Das Schloss Cunzendorf im damaligen Nieder Cunzendorf wurde nach 1718 für Christoph von Knobelsdorff als zweigeschossiger Rechteckbau errichtet.[4] Weitere Umbauten im Stile des Neoklassizismus erfolgten um 1850 durch Fabian zu Dohna-Schlodien. 1970 wurde das Schloss renoviert.[4] Es befindet sich derzeit in Privatbesitz und beherbergt außerdem die Kunstakademie Chichy Art.[5]
- Die Pfarrkirche St. Johannes Baptist (polnisch: Kościół św. Jana Chrzciciela) liegt im früheren Ober Kunzendorf und stammt aus der zweiten Hälfte des 13. Jahrhunderts. 1710 wurde sie renoviert und barockisiert, in der 2. Hälfte des 19. Jahrhunderts wurde die Fassade regotisiert. Der Hauptaltar ist ein gotisches Triptychon und zeigt die Muttergottes mit Kind sowie Johannes den Evangelisten und Johannes den Täufer. Im Inneren sind weiterhin Epitaphe aus dem 16. Jahrhundert.[6] Die Kirche wurde 1540 bis 1668 von evangelischen Christen genutzt.